# Lingua mohegan-pequot
Il Mohegan-Pequot (o anche Mohegan-Pequot-Montauk, Secatogue, Stockbridge, Shinnecock-Poosepatuck) è una lingua morta, appartenente al ramo orientale delle lingue algonchine. Era parlata da nativi americani degli Stati Uniti d'America nel Connecticut e a Long Island.

## Storia
I vari Pequots, Montauketts, Narragansetts, Niantics, Nipmucs, Shinnecocks e altre tribù sono spesso citate indiscriminatamente come "Mohegan" nei testi storici ed erano originariamente tribù distinte, da distinguere dai Mohicani che vivevano sul vicino fiume Hudson. Tuttavia, a causa delle pesanti perdite di popolazione e dell'aggressiva espansione coloniale, le tribù indiane della Nuova Inghilterra furono per lo più disperse, fuse e assimilate a tal punto da perdere le loro lingue nel novecento e gran parte dei loro caratteri tribali particolari. Sebbene le tribù Mohegan per la maggior parte si siano assimilate nella società del New England, non hanno mai rinunciato alla loro identità indiana e hanno mantenuto diverse piccole riserve in Connecticut, Rhode Island e Long Island. Negli ultimi anni le tribù Pequot e Mohegan del Connecticut sono diventate alcune delle più ricche grazie alla gestione dei casinò tribali.